# Buoys
Buoys je šesté sólové studiové album amerického hudebníka Noaha Lennoxe, který vystupuje pod pseudonymem Panda Bear. Vydáno bylo 8. února roku 2019 společností Domino Records. Album vznikalo v Lisabonu a spolu s Lennoxem jej produkoval a mixoval Rusty Santos, který s ním spolupracoval již na desce Person Pitch (2007). Dále se na albu podílela chilská diskžokejka Lizz a portugalský hudebník Dino D'Santiago. Vydání alba bylo oznámeno v listopadu 2018, kdy byla zároveň zveřejněna první píseň „Dolphin“.

## Seznam skladeb
1. Dolphin
2. Cranked
3. Token
4. I Know I Don’t Know
5. Master
6. Buoys
7. Inner Monologue
8. Crescendo
9. Home Free